# 單步驟反應
當有個反應:
{\displaystyle \ mA+nB\to C}
反應速率式為:
{\displaystyle \ R=k(T)[A]^{m}[B]^{n}}
恰巧反應速率式中 [A]、[B] 的次方 和 反應式中 A、B 的平衡係數相同時，即稱為單步驟反應。

## 範例
2個二氧化氮變成一個氮氣、一個氧氣
{\displaystyle \ 2NO_{2}\to N_{2}+O_{2}}
之反應速率式：
{\displaystyle \ R=k(T)[NO_{2}]^{2}}